# Zjednoczona Europa (album)
Zjednoczona Europa – album studyjny nagrany przez Tomasza „Siwego” Wojnara, Dariusza „Parę Wino” Paraszczuka oraz Dariusza Biłyka (pod nazwą Defekt Muzgó i Goście) wydany w 1993 przez wytwórnię Melissa Production & Coma Flower. Materiał zrealizowano w studiu „Gold Melissa” we Wrocławiu i zawiera covery grup: Anti-Nowhere League, Canal Terror, Accept, The Business, Bohse Onkelz, The Weirdos, Absturzende Brieftauben, Normahl i The Undertones z polskimi tekstami napisanymi przez: Henryka Króla i Igora Pudło.

## Lista utworów
| Nr  | Tytuł utworu           | Długość |
| --- | ---------------------- | ------- |
| 1.  | „Knajpenterroristen”   |         |
| 2.  | „Zdrajcy”              |         |
| 3.  | „Rodzinny syf”         |         |
| 4.  | „Majorka”              |         |
| 5.  | „Polityka w piłkę gra” |         |
| 6.  | „W pysk”               |         |
| 7.  | „Politycy”             |         |
| 8.  | „Krzak gorejący”       |         |
| 9.  | „La bomba”             |         |
| 10. | „Za frajer”            |         |
| 11. | „Baw się”              |         |
| 12. | „Lato z browarem”      |         |
| 13. | „Pisiory na wybory”    |         |
| 14. | „Jestem pewien”        |         |

## Skład
- Tomasz „Siwy” Wojnar – śpiew (1, 2, 4, 5, 7, 8, 10, 12, 14), gitara
- Dariusz „Para Wino” Paraszczuk – śpiew (3, 6, 9, 11, 13), gitara basowa
- Dariusz Biłyk – perkusja

realizacja
- Bartosz Straburzyński – realizacja nagrań
- Dariusz „Para Wino” Paraszczuk – produkcja